# Wulki (Sultanat)
Wulki (oder Woulki) war ein Sultanat der Kotoko im äußersten Norden des heutigen Kamerun, benannt nach der gleichnamigen Stadt, welches im Delta des Logone in den Tschadsee etwa 60 km nordwestlich von N'djamena liegt. Das Sultanat war also gleichzeitig auch ein Stadtstaat, da es, wie die anderen Sultanate der Kotoko, in erster Linie aus der Stadt sowie der näheren Umgebung bestand.
Als das Gebiet vom Französischen Kolonialreich einverleibt wurde, übertrug der Kolonialadministrator Émile Gentil das Land der Kotoko an Jaggara, den ersten Scheich der Schua-Araber, welcher sich den Franzosen angeschlossen hatte. Das Serbewel-Sultanat genannte Herrschaftsgebiet mit der Hauptstadt Goulfey, welches weiterhin der französischen Kolonialverwaltung unterstand, konnte sich indes nicht konsolidieren. Die entmachteten Herrscher der Kotoko-Sultanate Makari und Afade stellten eine Armee auf und zogen gen Goulfey. Die ab 1914 von den Franzosen gestartete Strafexpedition richtete sich paradoxerweise gegen Shuwa-Araber und nicht gegen die Aufständischen. 
Da Jaggara nun seiner Machtbasis beraubt war, begann die Kolonialverwaltung eine Neuordnung des Landes. Das Land wurde 1953 nach dem Vorbild der Kotoko-Sultanate in fünf Kantone unterteilt, namentlich Wulki, Goulfey, Makari, Afade und Bodo. Weiter südlich existierte mindestens noch das Kotoko-Sultanat Logone-Birni, welches von den Unruhen nicht betroffen war, da es offensichtlich nie zu einer Eingliederung in das Serbewel-Sultanat gekommen war.
Wulki gehört heute zur Kommune Makari.
In den Jahren 2005 und 2010 kam es zu Überschwemmungen, welche zu Epidemien führten. Daneben gab es wiederkehrende Spannungen zwischen Kotoko und Arabern, welche sich bis heute noch nicht recht gelöst haben.
Die Stadt selbst, in der etwa 8000 Menschen leben, ist inzwischen arabisch dominiert, während im Umland, welches etwa 130.000 Menschen eine Heimat bietet, Mpade und Araber ungefähr zu gleichen Teilen leben. Zwischen den Kotoko und den Arabern kommt es öfter zu stammeskriegsähnlichen Konflikten; der Sultan von Makari jedoch ist bemüht, Frieden zwischen den verfeindeten Parteien herzustellen.
Die vorherrschende Religion ist der Islam, daneben gibt es einige Animisten sowie Katholiken.